# جويا توليدو
جويا توليدو (بالإسبانية: Goya Toledo) (و. 1969 – م) هي ممثلة من إسبانيا . ولدت في أريثيفي، لاس بالماس .

## روابط خارجية
- جويا توليدو على موقع IMDb (الإنجليزية)
- جويا توليدو على موقع ألو سيني (الفرنسية)
- جويا توليدو على موقع أول موفي (الإنجليزية)
- جويا توليدو على موقع قاعدة بيانات الأفلام السويدية (السويدية)
- جويا توليدو على موقع قاعدة بيانات الفيلم (الإنجليزية)
- جويا توليدو على موقع كينوبويسك (الروسية)